# 松平忠和 (島原藩主)
松平 忠和（まつだいら ただかず）は、江戸時代後期の大名。肥前国島原藩最後の藩主。江戸幕府の15代将軍・徳川慶喜の異母弟。深溝松平家18代当主。明治維新後は知藩事、子爵。

## 生涯
嘉永4年（1851年）2月12日、常陸国水戸藩9代藩主・徳川斉昭の十六男として誕生した。幼名は余六麿、初名は昭嗣（あきつぐ）。文久2年（1862年）に先代の島原藩主・松平忠愛が嗣子無くして急死したため、喪を秘して急遽末期養子となって家督を継いだ。12月16日に従五位下・主殿頭に叙位・任官する。
文久3年（1863年）には海防強化の必要性から軍制改革を行なうが、佐賀藩や薩摩藩のような洋式軍制ではなく、時代遅れの軍制であった。忠和は徳川慶喜の弟だったことから、元治元年（1864年）には第一次長州征討に幕府方として参加し、慶応2年（1866年）の第二次長州征討にも参加した。
ところが、忠和の佐幕的な行動は尊王攘夷派である下級武士の不満を招き、一部の過激な尊攘派藩士が脱藩して天誅組の変や天狗党の乱に参加したりした。慶応元年（1865年）8月13日には伊東虎之助らの過激派が藩の中老・松坂正綱の私邸を襲って松坂を殺し、「激烈組」という尊王攘夷運動を起こすほどの内紛が起こって島原藩は混乱したが、あまりに過熱化した行動は周囲の支持を得られなくなり、やがて沈静化した。
慶応4年（1868年）1月からの戊辰戦争では新政府に恭順し、秋田藩や盛岡藩、雫石などに出兵している。明治2年（1869年）6月の版籍奉還で島原藩知事に任命され、明治4年（1871年）7月14日の廃藩置県で知藩事を免官されて、東京へ移った。同年11月、明治政府から欧米視察の許可を得る。明治6年（1873年）10月、イギリスから帰国する。帰国後、しばらくすると家政に問題が生じた。忠和の放蕩などによる家計の窮乏に旧家臣団の派閥対立も加わり、混乱は大きくなった。水戸家の甥徳川篤敬らが家政の相談役になることによって、事態は収拾された。

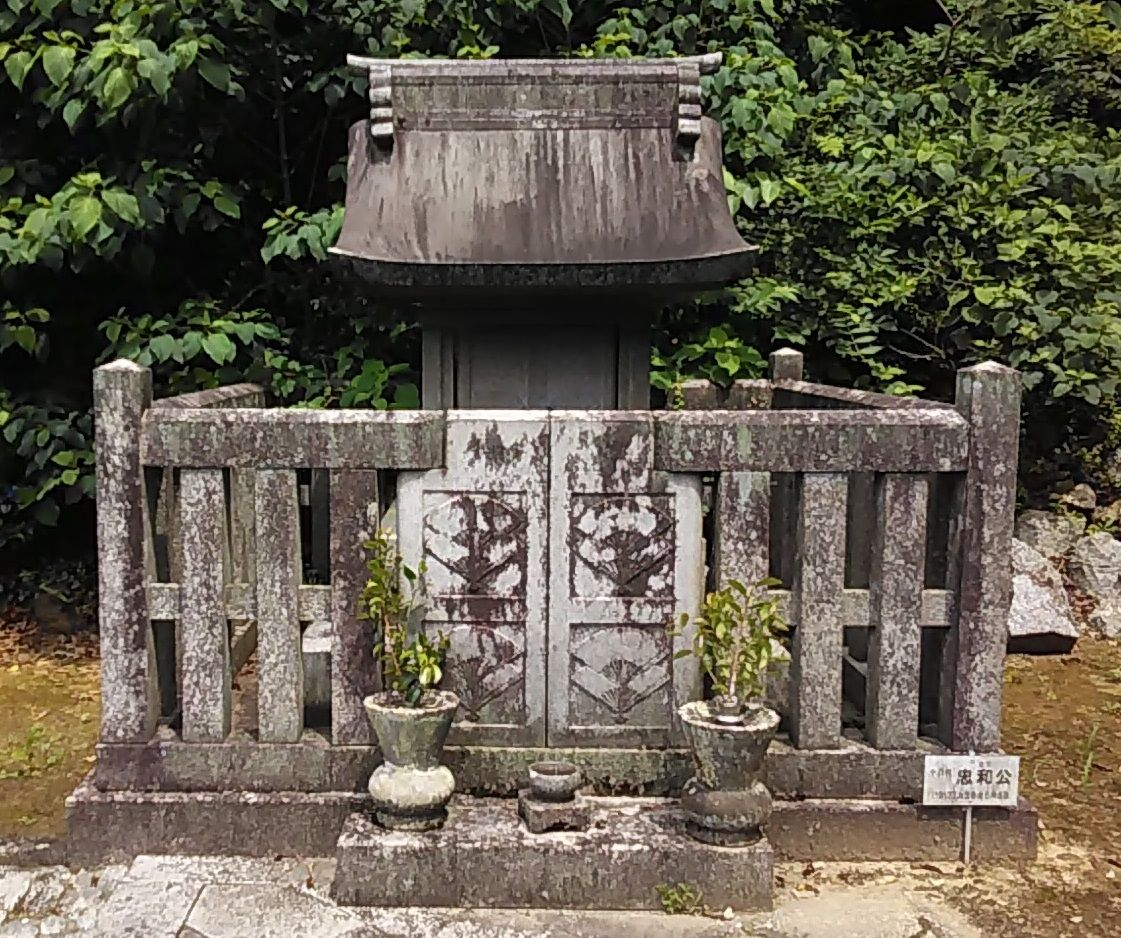
松平忠和の墓（幸田町本光寺）

明治7年（1874年）、東照宮宮司となった。明治14年（1881年）の明治法律学校（現在の明治大学）の開校に際しては、有楽町に所在した旧邸宅を校舎として提供するなど、同校の有力な後援者となった。明治17年（1884年）に子爵に列した。明治18年（1885年）、宮内省に出仕した。明治27年（1894年）、忠和を監禁したとして長男の忠威が旧家臣らを告訴し、新聞は「第二の相馬事件」と書き立てた。大正6年（1917年）6月8日に死去。享年67。異母兄である慶喜は忠和が没する4年前に77歳で没している。斉昭が正室・側室との間に儲けた37人の子女の中には早世した兄弟姉妹が多く、兄弟の中では慶喜に次いで長生きし、また最後に没したことになる。

## 家族
父母
- 徳川斉昭（実父）
- 高丘徳子 - 高丘永季の娘（実母）
- 松平忠愛（養父）

妻
- 酒井錦子 - 酒井忠発の娘（正妻）
- 中山文子 - 藪実方の娘（継妻）

側室
- 安
- 服
- 田鶴子

子女
- 松平忠威（長男） - 松平忠諒（2代子爵）の父、岳父に子爵土屋挙直（忠和の弟）
- 松平淑子（長女） - 千家尊紀（千家尊福の弟）夫人[2]